# South Shropshire
South Shropshire var ett distrikt i grevskapet Shropshire i England. Distriktet har 40 410 invånare (2001). Det blev 2009 en del av kommunen Shropshire.

## Civil parishes
- Abdon, Acton Scott, Ashford Bowdler, Ashford Carbonel, Bedstone, Bettws-y-Crwyn, Bishop's Castle, Bitterley, Boraston, Bromfield, Bucknell, Burford, Caynham, Chirbury with Brompton, Church Stretton, Clee St. Margaret, Cleobury Mortimer, Clun, Clunbury, Clungunford, Colebatch, Coreley, Craven Arms, Culmington, Diddlebury, Eaton-under-Heywood, Edgton, Greete, Heath, Hope Bagot, Hope Bowdler, Hopesay, Hopton Cangeford, Hopton Castle, Hopton Wafers, Llanfair Waterdine, Ludford, Ludlow, Lydbury North, Lydham, Mainstone, Milson, More, Munslow, Myndtown, Nash, Neen Sollars, Newcastle on Clun, Norbury, Onibury, Ratlinghope, Richard's Castle (Shropshire), Rushbury, Sibdon Carwood, Stanton Lacy, Stoke St. Milborough, Stowe, Wentnor, Wheathill, Whitton, Wistanstow och Worthen with Shelve.[2]